# Polnisches Waffenmuseum
Das Polnische Waffenmuseum in Kolberg (polnisch Muzeum Oręża Polskiego w Kołobrzegu; deutsch wörtlich „Museum der polnischen Waffen in Kołobrzeg“) ist ein Kriegsmuseum, dessen Fokus auf der Geschichte der polnischen Kriegswaffenentwicklung liegt. Es verfügt über eine umfangreiche Waffensammlung mit Exponaten vom frühen Mittelalter bis in die Neuzeit.

## Geschichte
Am 9. Mai 1963 wurde das Museum ursprünglich als ein Regionalmuseum gegründet. Die Sammlung umfasste zunächst hauptsächlich archäologische Fundstücke, die aus Grabungen zum frühmittelalterlichen Kolberg stammten.
Der Hauptsitz des Museums befindet sich in der Kolberger Altstadt in der Ulica Armii Krajowej 13 (deutsch Armii-Krajowej-Str. 13). Das Freigelände liegt dreihundert Meter südlich davon in der Ulica Emilii Gierczak 5 (Emilii-Gierczak-Str. 5) neben einem Bürgerhaus aus dem 15. Jahrhundert. Einen Schwerpunkt bildet die Aufarbeitung des Zweiten Weltkriegs aus polnischer Sicht. Es werden zahlreiche Fundstücke, auch deutscher Herkunft, aus der Schlacht um Kolberg vom März 1945 präsentiert. Im parkähnlich angelegten Freigelände werden Panzerfahrzeuge und Artilleriegeschütze aus dem Zweiten Weltkrieg gezeigt sowie Flugzeuge aus polnischer und sowjetischer Produktion aus der Zeit des Kalten Krieges.

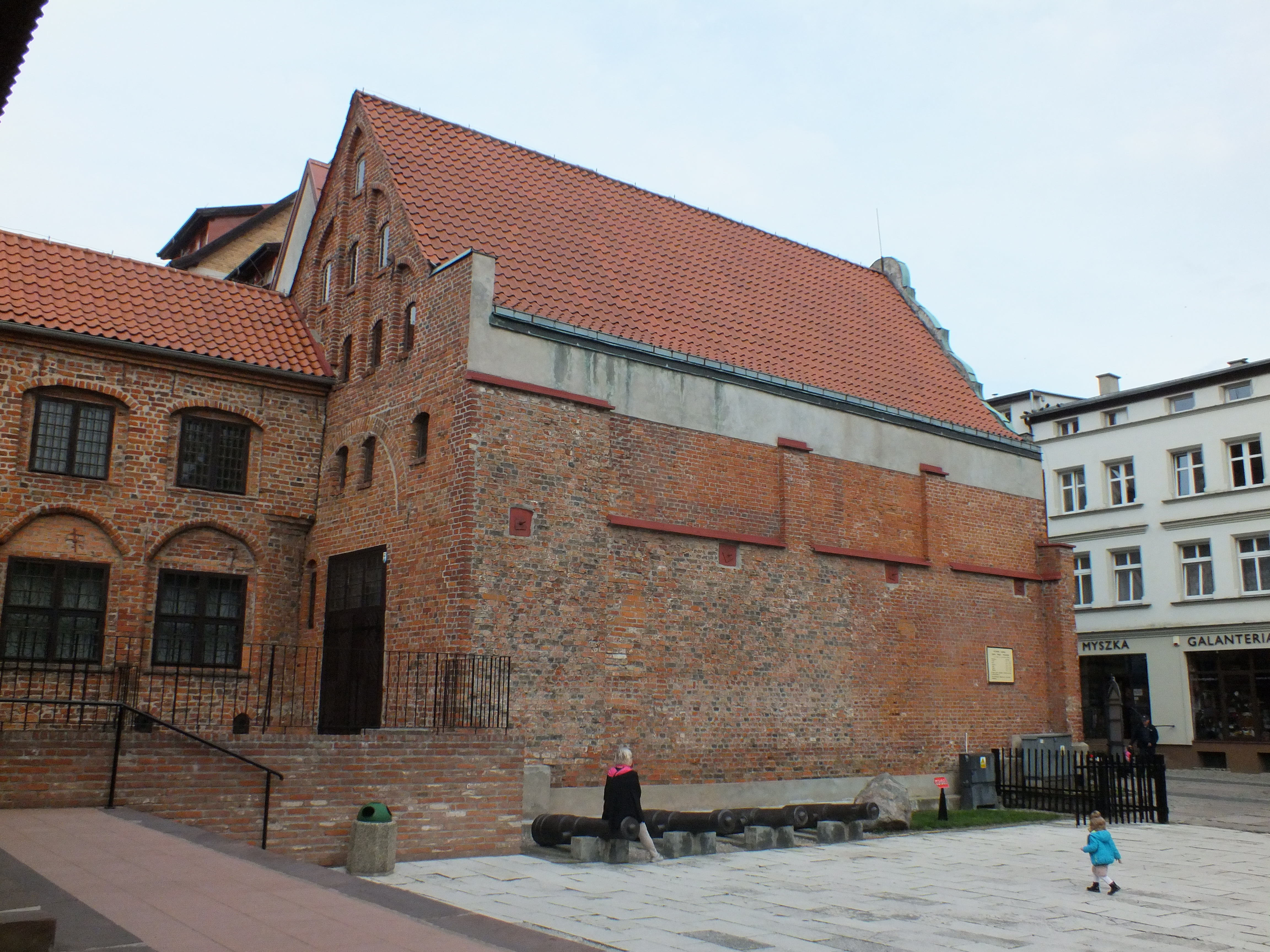
Bürgerhaus aus dem 15. Jahrhundert
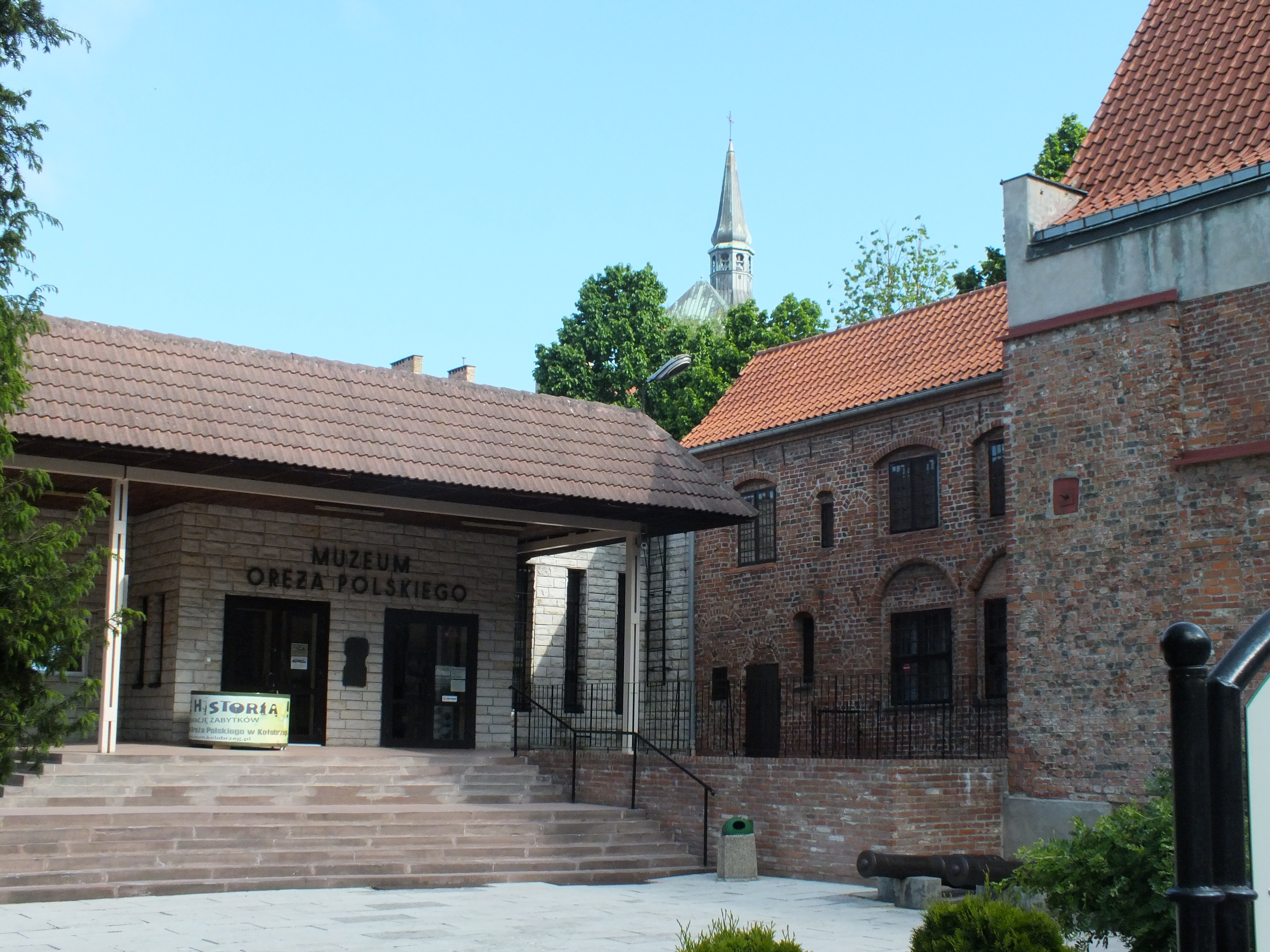
Eingangsbereich (im Hintergrund die Turmspitze des Kolberger Doms)
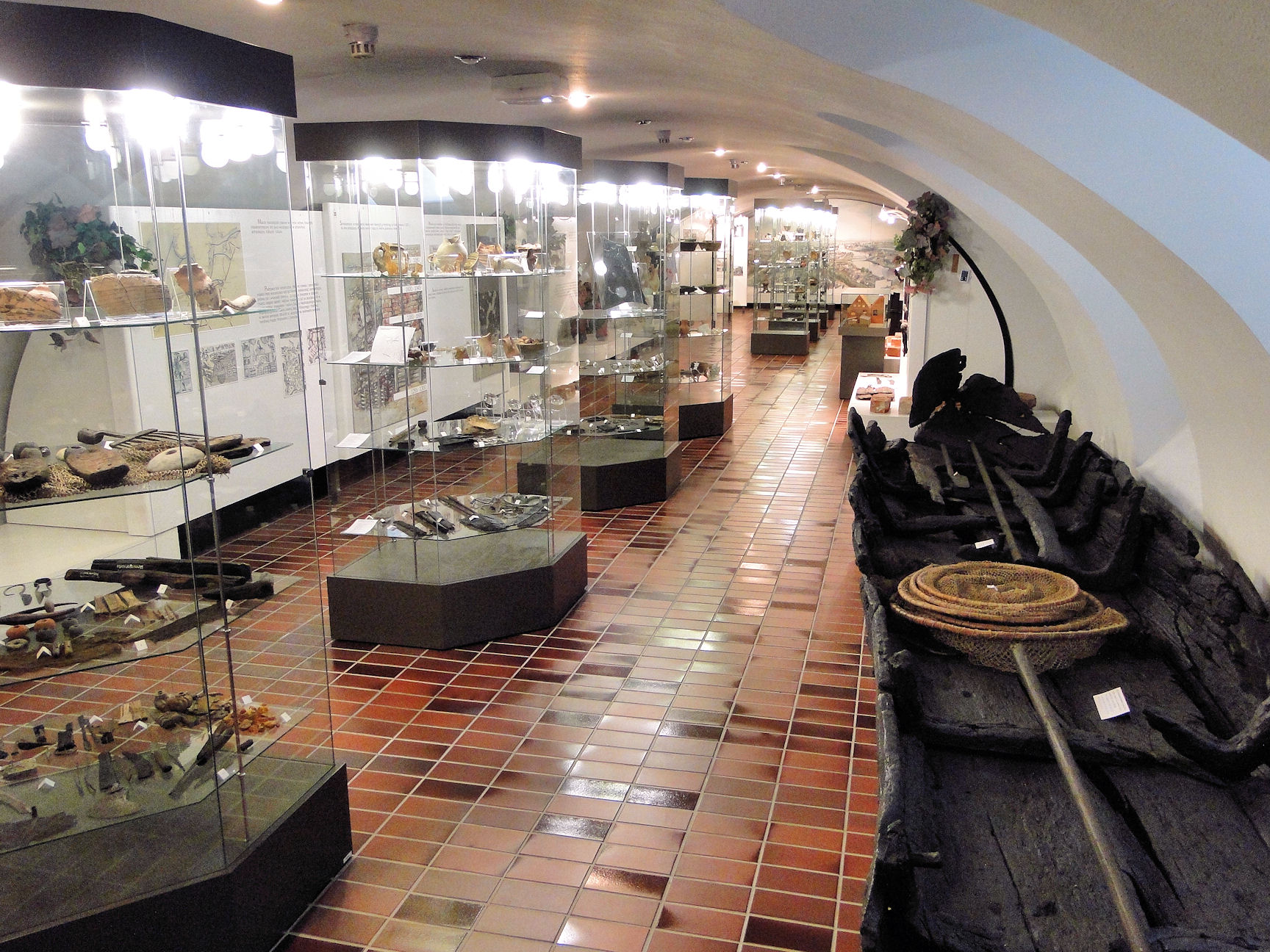
Archäologische Fundstücke
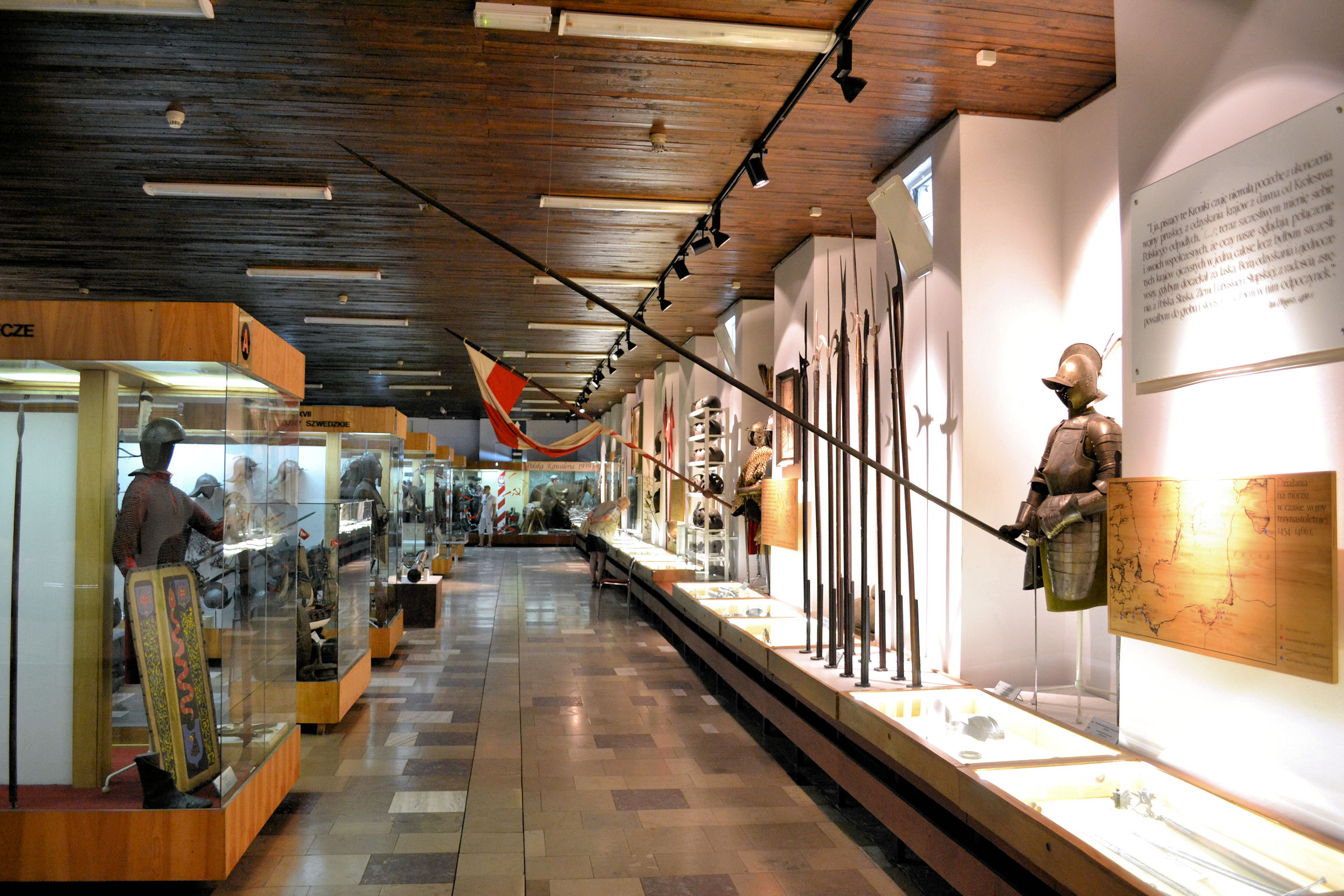
Rüstungssaal
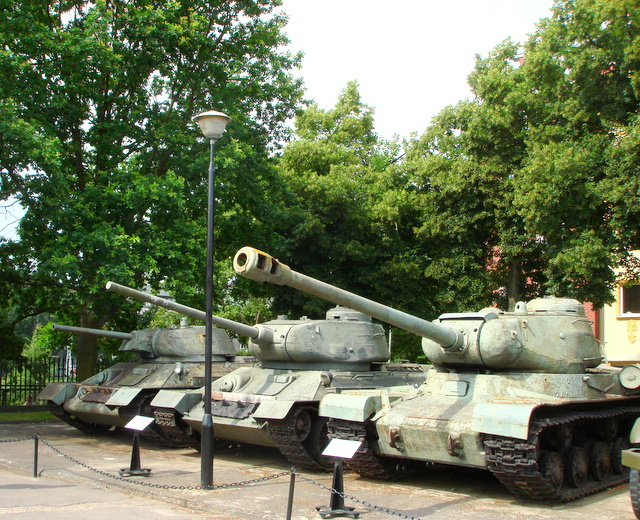
Panzerfahrzeuge
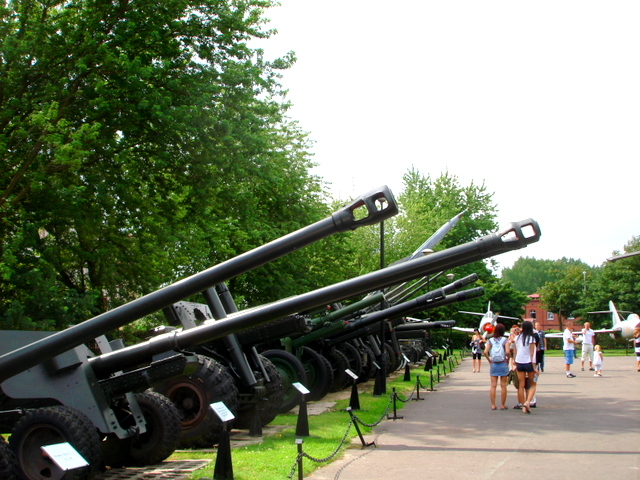
Artilleriegeschütze
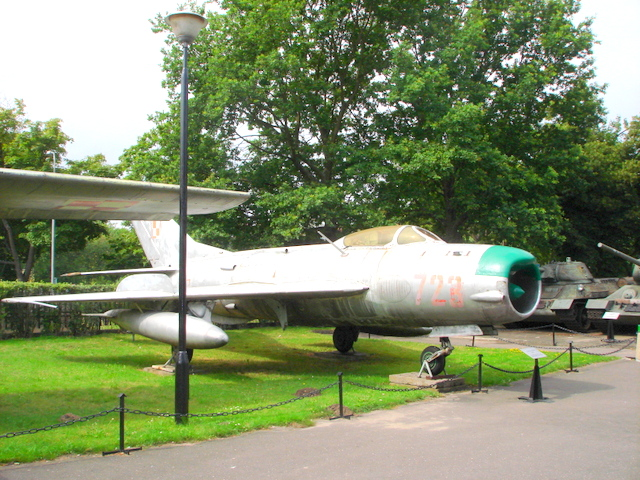
Düsenjäger

- Archäologische Fundstücke
- Rüstungssaal
- Panzerfahrzeuge
- Artilleriegeschütze
- Düsenjäger